# متن الشاطبية
متن الشاطبية المسمى حرز الأماني ووجه التهاني في القراءات السبع هي منظومة للإمام القاسم بن فيرة بن خلف الشاطبي الرعيني في علم القراءات، واسمها الأصلي هو حرز الأماني ووجه التهاني ولكنها اشتهرت بالشاطبية نسبة لناظمها. بلغ عدد أبياتها 1173 بيتاً، نظم فيها الشاطبي القراءات السبع المتواترة عن الأئمة نافع وابن كثير وأبي عمرو وابن عامر وعاصم وحمزة والكسائي.
الشاطبية هي من أوائل القصائد التي نظمت في علم القراءات إن لم تكن أولها على الإطلاق، وفضلاً عن أنها حوت القراءات السبع المتواترة، فهي تعتبر من عيون الشعر بما اشتملت عليه من عذوبة الألفاظ ورصانة الأسلوب وجودة السبك وحسن الديباجة وجمال المطلع والمقطع وروعة المعنى وسمو التوجيه وبديع الحكم وحسن الإرشاد فهي بحق كما قال العلامة ابن الجزري:
ولقد تنافس الناس فيها ورغبوا من اقتناء النسخ الصحاح منها وبالغ الناس في التغالي فيها حتى خرج بعضهم بذلك عن حد أن تكون لغير معصوم. وقيل عنها أيضاً:
لذا تلقاها العلماء في سائر العصور والأمصار بالقبول الحسن وعنوا بها أعظم عناية.

## خطبة الكتاب
جاء في مطلع متن الشاطبية (خطبة الكتاب) التي ابتدأ فيها الناظم بالحمد والثناء على الله، ما يلي:

## شروحات الشاطبية
لمتن الشاطبية شروح عديدة تبلغ أكثر من ستين شرحاً اضطلع بها علماء القراءات، من هذه الشروح:
- الوافي في شرح الشاطبية لعبد الفتاح القاضي.
- إرشاد المريد إلى مقصود القصيد لعلي محمد الضباع.
- إبراز المعاني من حرز الأماني لأبي شامة المقدسي.
- الهيئة السنية العلية على أبيات الشاطبية لملا علي قاري.
- سراج القارئ المبتدي لابن القاصح العذري (ت. 801 هـ).